# Жіноча збірна Угорщини з хокею із шайбою
Жіноча збірна Угорщини з хокею із шайбою — національна команда Угорщини, що представляє країну на міжнародних змаганнях з хокею із шайбою. Командою опікується Угорською хокейною федерацією.

## Результати

### Виступи на чемпіонатах світу
- 2000 – 3 місце (кваліфікація Група А)
- 2001 – 4 місце (кваліфікація Дивізіон ІВ)
- 2003 – 4 місце (Дивізіон III)
- 2004 – 3 місце (Дивізіон III)
- 2005 – 4 місце (Дивізіон III)
- 2007 – 4 місце (Дивізіон III)
- 2008 – 5 місце (Дивізіон IV)
- 2009 – турнір не відбувся[1]
- 2011 – 3 місце (Дивізіон III)
- 2012 – 2 місце (Дивізіон ІІА)
- 2013 – 1 місце (Дивізіон ІІА)
- 2014 – 3 місце (Дивізіону ІВ)
- 2015 – 4 місце (Дивізіону ІВ)
- 2016 – 1 місце (Дивізіону ІВ)
- 2017 – 5 місце (Дивізіон ІА)
- 2018 – 3 місце (Дивізіон ІА)
- 2019 – 1 місце (Дивізіон ІА)
- 2021 – 9 місце
- 2022 – 8 місце
- 2023 – 9-е місце
- 2024 – 2 місце (Дивізіон ІА)
- 2025 – 10-е місце

Жіноча збірна Угорщини не брала участі у чемпіонатах Європи та Олімпійських хокейних турнірах.